# WWE Superstar Shake-up (2017)
O WWE Superstar Shake-up foi o décimo primeiro draft produzido pela promoção de luta livre profissional WWE, que aconteceu em 10 e 11 de abril de 2017. A primeira parte do evento foi realizada no Raw, que foi transmitido ao vivo do Nassau Veterans Memorial Coliseum em Uniondale, Nova Iorque, e a segunda foi realizada durante o SmackDown, realizado no TD Garden em Boston, Massachusetts. Ao contrário dos anos anteriores em que eram realizados drafts tradicionais, no Superstar Shake-up os gerentes gerais Kurt Angle (Raw) e Daniel Bryan (SmackDown) escolheram quais empregados do outro programa queriam.

## Antecedentes
A primeira extensão de marcas da WWE começou em março de 2002, onde o Raw e SmackDown! se tornaram programas distintos para onde os funcionários seriam divididos; Desde seu início, um Draft aconteceu anualmente, até a extensão de marcas ser abolida na metade de 2011. Porém uma nova extensão de marcas foi instaurada em 2016 e mais uma vez os empregados foram divididos entre o Raw e o SmackDown.
No Raw de 3 de abril de 2017, o presidente da WWE, Vince McMahon, anunciou que no Raw e SmackDown de 10 e 11 de abril, respectivamente, "era hora de agitar as coisas", anunciando efetivamente o Draft de 2017 ou o que foi rotulado como "Superstar Shake-up". Em vez de um draft tradicional, o gerente geral do Raw Kurt Angle e o gerente geral do SmackDown Daniel Bryan tiveram a "oportunidade de fazer acordos, negócios e outros movimentos que eles queiram".

## Seleção de lutadores

### Raw
A primeira noite do Superstar Shake-up foi realizada no Raw de 10 de abril de 2017 e foi transmitida do Nassau Veterans Memorial Coliseum em Uniondale, Nova Iorque.
| Seleção nº | Empregado (Nome real)                                | Do programa | Para o programa | Notas                                                                             |
| ---------- | ---------------------------------------------------- | ----------- | --------------- | --------------------------------------------------------------------------------- |
| 1          | Apollo Crews (Sesugh Uhaa)                           | SmackDown   | Raw             | Anunciado nas redes sociais antes do início do programa.                          |
| 2          | The Miz e Maryse (Michael Mizanin e Maryse Mizanin)  | SmackDown   | Raw             |                                                                                   |
| 3          | Dean Ambrose (Jonathan Good)                         | SmackDown   | Raw             | Campeão Intercontinental                                                          |
| 4          | Curt Hawkins (Brian Myers)                           | SmackDown   | Raw             |                                                                                   |
| 5          | Bray Wyatt (Windham Rotunda)                         | SmackDown   | Raw             |                                                                                   |
| 6          | Kalisto (Emanuel Rodriguez)                          | SmackDown   | Raw             |                                                                                   |
| 7          | Heath Slater e Rhyno (Heath Miller e Terrance Gerin) | SmackDown   | Raw             |                                                                                   |
| 8          | Alexa Bliss (Alexis Kaufman)                         | SmackDown   | Raw             |                                                                                   |
| 9          | Mickie James (Mickie James-Aldis)                    | SmackDown   | Raw             |                                                                                   |
| 10         | Byron Saxton (Bryan Kelly)                           | Raw         | SmackDown       | Anunciado nas redes sociais após o término do programa. Trocado por David Otunga. |
| 11         | David Otunga                                         | SmackDown   | Raw             | Anunciado nas redes sociais após o término do programa. Trocado por Byron Saxton. |

### SmackDown
A segunda noite do Superstar Shake-up foi realizada no SmackDown de 11 de abril de 2017 e foi transmitida do TD Garden em Boston, Massachusetts.
| Seleção nº | Empregado (Nome real)                                                                                 | Do programa  | Para o programa | Notas |
| ---------- | --- | ------------ | --------------- | --- |
| 1          | Jinder Mahal (Yuvraj Dhesi)                                                                           | Raw          | SmackDown       | Anunciado nas redes sociais antes do início do programa.                                                                            |
| 2          | Kevin Owens (Kevin Steen)                                                                             | Raw          | SmackDown       | Campeão dos Estados Unidos. Se Chris Jericho conquistar o título no Payback, ele irá para o SmackDown e Owens retornará para o Raw. |
| 3          | Sami Zayn (Rami Sebei)                                                                                | Raw          | SmackDown       | |
| 4          | The Shining Stars (Primo e Epico) (Edwin Colón e Orlando Colón)                                       | Raw          | SmackDown       | |
| 5          | Tamina (Sarona Snuka-Polamalu)                                                                        | Agente livre | SmackDown       | Tamina não foi transferida para nenhum programa durante o draft de 2016 e nem apareceu em televisão durante os meses seguintes.     |
| 6          | Charlotte Flair (Ashley Fliehr)                                                                       | Raw          | SmackDown       | |
| 7          | Sin Cara (Jorge Arias)                                                                                | Raw          | SmackDown       | |
| 8          | Rusev (Miroslav Barnyashev)                                                                           | Raw          | SmackDown       | |
| 9          | Lana (Catherine Perry)                                                                                | Raw          | SmackDown       | |
| 10         | The New Day (Big E, Kofi Kingston e Xavier Woods) (Ettore Ewen, Kofi Sarkodie-Mensah e Austin Watson) | Raw          | SmackDown       | |